# 리안슈
리안슈(중국어: 李安修, 병음: Lî Ānshū, 한자음: 이안수, Preston Lee, 1964년 4월 18일 ~ )는 대만의 음악 프로듀서이자 작사가이다.